# Neetcoin
Neetcoin（ニートコイン）は、ニートの支援を目的として作成された暗号通貨である。日本初の、NPO法人を持つ国産暗号資産(暗号通貨)運営でもある。ブロックチェーンはプルーフ・オブ・ステークに重点を置いた設計を特徴とする。
通貨単位表記は「NEET」。

## 概要
Neetcoinは暗号通貨の1つである。マイニング方式にPoW,PoSハイブリッド方式を採用し、マイニングによるコインの入手を可能としつつ、少ない電気代でブロックチェーンを維持できる仕組みを特徴とする。また、マルチプールによりハッシュレートを乱高下させられてもチェーンが停止する事なく安定した送金が可能である。発行上限は21億枚。ニートコインの管理はエストニアの団体に属する。
当初はPoSマイニングの特徴からニートのためのベーシックインカム通貨として企画されたが、実際の利用状況やコミュニティの活動状況に合わせ、個人の能力を活かすための活動として同人等の創作活動への支援にも力を入れている。

## 来歴
| 2017/12/03            | NEETCOINブロックチェーンが起動 |
| 2018/1/5～31          | 「ニートコイン擬人化美少女キャラコンテスト」を開催 |
| 2018/1/7              | 「MAC版ウォレット」を公開 |
| 2018/1/16             | 24NEETでサンドウィッチが2ピース購入される |
| 2018/1/30             | 「CREX24」上場 |
| 2018/2/10             | イベント「池袋ロサ会館にてニートPR店舗」を出店 |
| 2018/2/17             | モバイルウォレット「もにゃ」上場 |
| 2018/2/23             | 「新デザインのPC版ウォレット」を公開 |
| 2018/3/2              | 「CryptoBridge」上場 |
| 2018/11/18            | イベント「秋葉原おそうじ志隊」に参加 |
| 2019/03/26            | 「NPO法人リチェーンサポート」を設立 |
| 2019/8/9～11          | イベント「神田明神納涼祭」に献灯 |
| 2019/9/19             | イベント「第12回秋コレ」に出展 |
| 2019/11/17            | イベント「秋葉原おそうじ志隊」に参加 |
| 2020/1/14             | モバイルウォレット「Hebe Wallet」上場 |
| 2020/2/23             | イベント「第13回秋コレ」に出展 |
| 2020/3/12             | CREX24ハッキング騒動について、NEETCOINは被害を受けていない事を確認                                                                                            |
| 2020/9/4              | 独自チェーンエクスプローラ「EXPROLA」を開発、公開 |
| 2021/2/10             | 出版社「二兎書房」を設立。 |
| 2021/2/28             | イベント「第14回秋コレ」に出展 |
| 2021/4/30             | 東京都町田市に「ニートコ神社」を設立。 |
| 2021/4/30             | 「VR 沖縄国際通り」に協賛。 |
| 2023/5/23～ 2023/6/24 | ネイティブチェーンのマイニング完了が近づいたためPolygonトークン「NEETOKEN」への交換を実施。 コントラクトアドレスは 0x4f274a7da3f8a6019c00a32e929d5f2886f1ac1f |

## NPO法人リチェーンサポート
広く一般市民、特に学生、高齢者の方々に対して、就労、就職、労働環境等についての相談及び支援に関する事業、情報技術、コンピュータ技術等についての調査、研究、教育、支援及び情報の提供に関する事業を行い、社会教育の推進及び就労の支援を図り、もって公益に寄与することを目的として設立されたNPO法人である。

## 二兎書房[23]
「ニ」はカタカナではなく漢数字。個々の能力を生かす場として書籍や同人誌等の出版のためのサポートを行っている。ISBNの登録も行っており、1冊から安価に手続き可能である。

## ニートコ神社
ニートコイン活動の普及やPRのために有志によって建立された神社。使われなくなり放棄されていた社を利用しているため本格的である。鎌倉街道沿いに実在する。暗号通貨が得意とする「マイクロペイメント」の活用事例でもあり、賽銭箱アドレス及び状況はチェーンエクスプローラを利用する事で誰でも確認する事ができる。

## その他
Discordにて活動方針の意見や情報交換等を行うニートコラジオを実施し、毎週10～20名程度が集まっている。参加するとneetが配られる場合がある。